# Xavier Trias

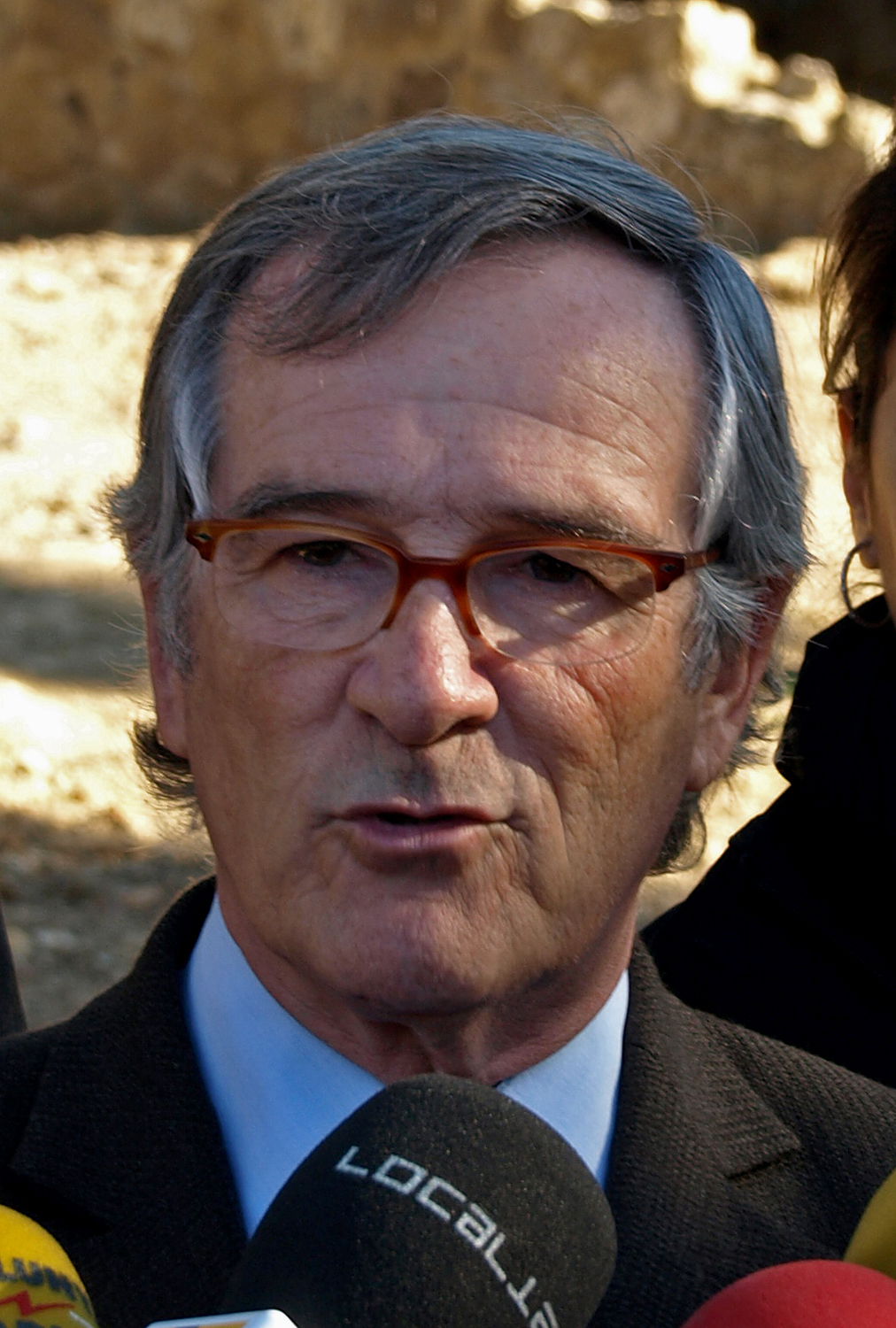
Xavier Trias

Xavier Trias i Vidal de Llobatera (Barcelona, 5 augustus 1946) is een Spaans politicus van de partij Convergència i Unió (CiU) en was van 1 juli 2011 tot 30 juni 2015 burgemeester van Barcelona.
Na zijn middelbareschoolopleiding bij de Jezuïeten, studeert hij geneeskunde en chirurgie aan de Universiteit van Barcelona met als specialiteit pediatrie en doet hij vervolgopleidingen in Genua en Bern. Tot 1981 oefent hij de functie van kinderarts uit en in die tijd is hij ook woordvoerder in verschillende artsencolleges. Op die manier rolt hij de politiek in. Zo wordt hij in 1984 het hoofd van het Institut Català de la Salut, de Catalaanse gezondheidszorg.
In 2000 voert hij de lijst van de partij Convergència i Unió aan in de verkiezingen voor de Cortes Generales en wordt hij woordvoerder van zijn partij in het Congres van Afgevaardigden. In 2010 wordt hij door zijn partij aangewezen als lijsttrekker in de lokale verkiezingen in zijn geboortestad, en als CiU in mei 2011 de grootste partij wordt in de gemeenteraad, verkiest de raad hem tot burgemeester. Op 1 juli van dat jaar volgt hij Jordi Hereu op in die functie. Vier jaar later volgt Ada Colau hem op. Bij de gemeenteraadsverkiezingen van 2023 komt hij op als kandidaat van centrumrechts (Junts en enkele kleinere groeperingen). Hij haalt 11 van de 41 zetels, 1 meer dan de PSC en 2 meer dan de linksalternatieve lijst van Colau, die er dan net haar tweede ambtstermijn op heeft zitten. 
- Biblioteca Nacional de España: XX1166472
- Catàleg d'autoritats de noms i títols de Catalunya: 981058515134906706
- International Standard Name Identifier: 0000 0000 6039 3652
- Library of Congress Control Number: n95059963
- Système universitaire de documentation: 177306947
- Virtual International Authority File: 86922214
- WorldCat: E39PBJtRHtp3xjtcQJMWXvRkDq